# Daikokuten
Daikokuten (en japonés: 大黒天, literalmente el dios de la Gran Oscuridad) es el nombre equivalente en Japón a Mahakala, uno de los nombres de Shiva. Es el dios de la tierra, la agricultura, los granjeros, la abundancia, la prosperidad, el control sobre las inundaciones y la cocina. Su origen es en la India y su virtud asociada es la fortuna.
Es el dios de los cinco cereales. Se le representa sentado sobre balas de arroz, algunas veces con un ratón merodeando por la comida (símbolo de la abundancia). Porta un saco del tesoro y un mazo mágico dorado en la mano derecha (o mazo mágico del dinero) llamado Uchide no Kozuchi. Algunas veces lleva capucha. Hace pareja muy popular en Japón junto a Ebisu, de quien se dice es su hijo.

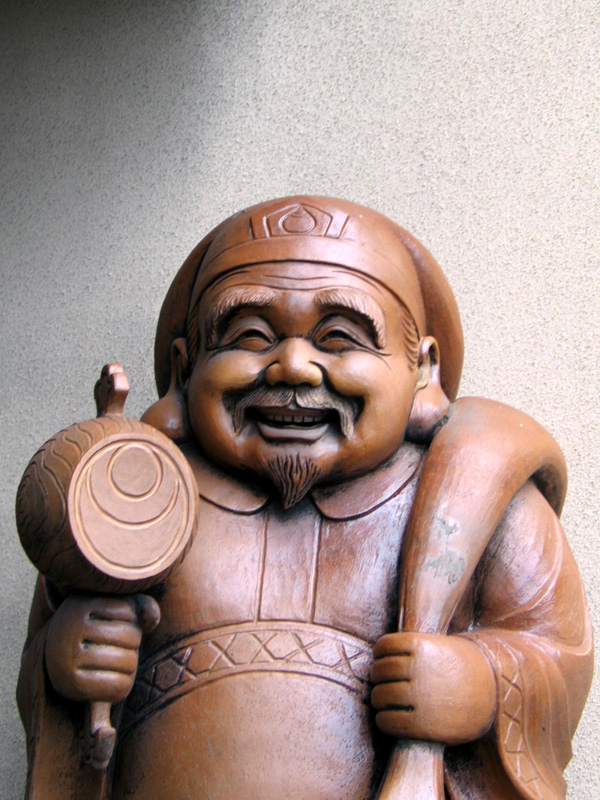
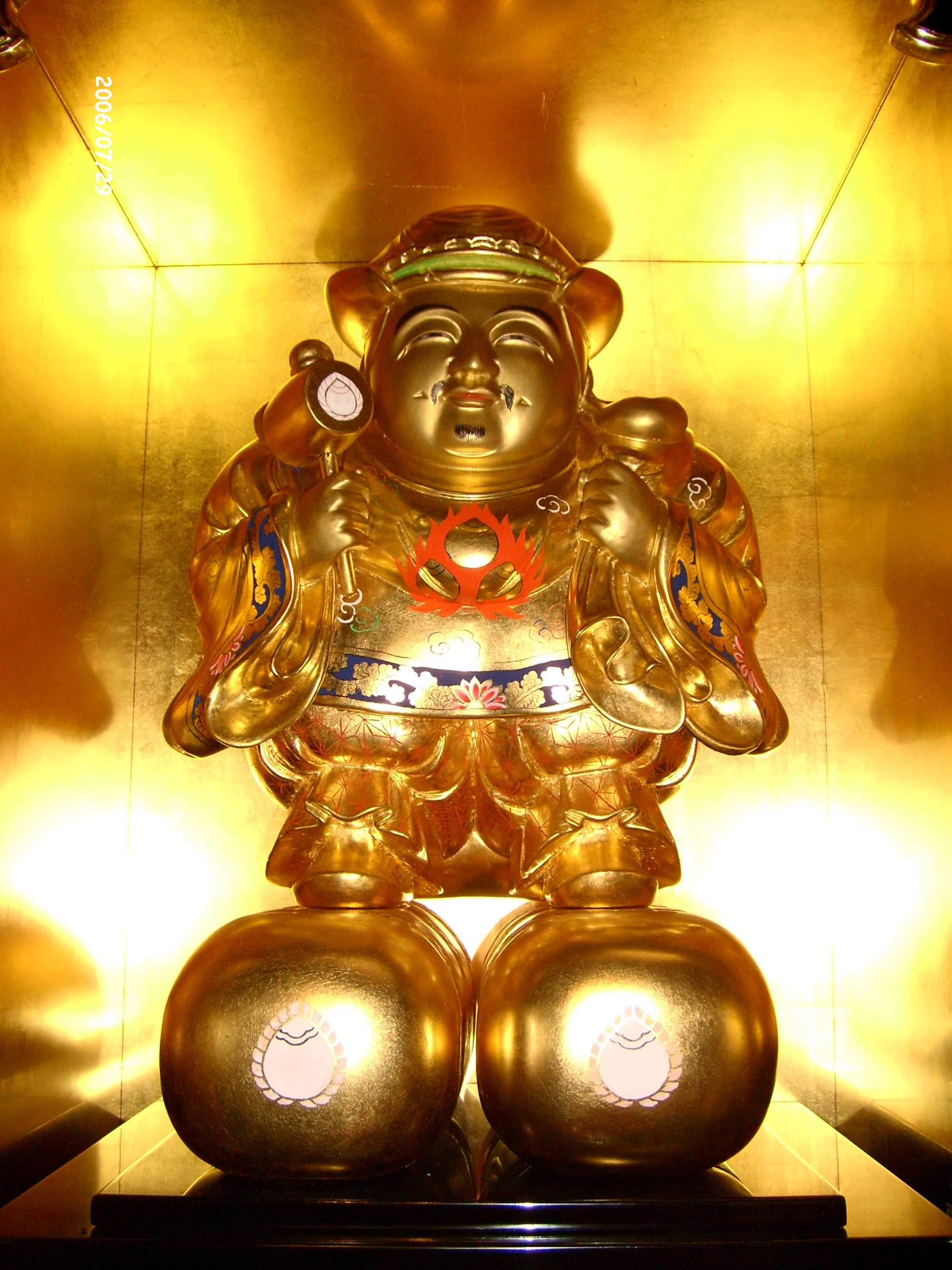
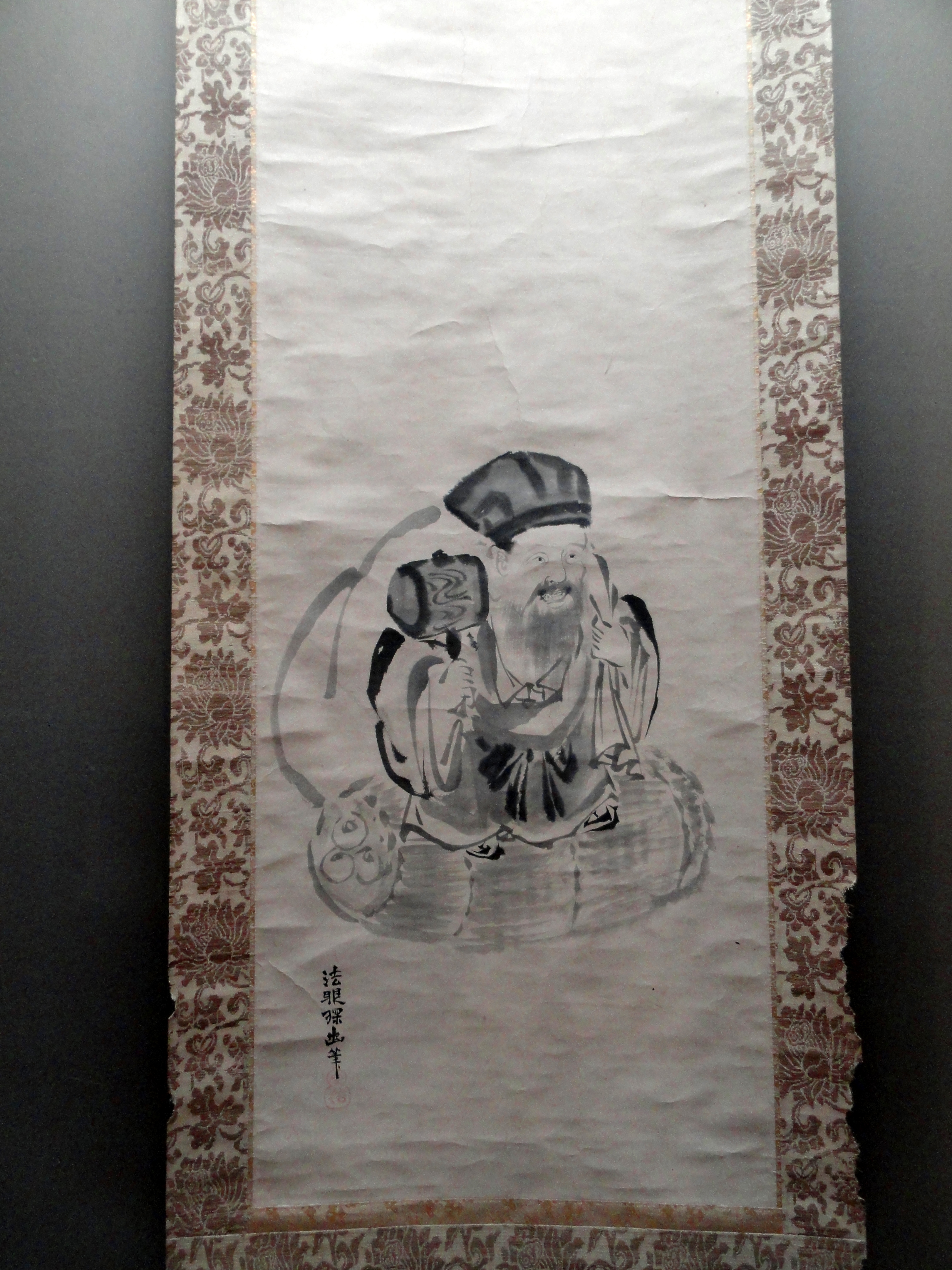

Es patrón de los granjeros, negocios agrícolas comerciantes del gremio. La 
asociación de Daikoku con la abundancia y la prosperidad ha conducido en Japón a una costumbre poco habitual y extraña llamada Fuku-nubisi. Ésta se basa en la creencia de que quien roba figuritas representando a dioses y diosas se asegura buena suerte y fortuna, siempre y cuando no sea pillado en el acto delictivo. La práctica tiene su auge en los mercados de final de año, en que proliferan los templos de dichas imágenes de dioses.

## Diosa Daikokutennyo
El compendio de Butsuzōzui de 1690 (reimpreso y ampliado en 1796) enumera e ilustra seis manifestaciones diferentes de Daikoku, incluida la forma femenina conocida como Daikokunyo (She 黒 女) ("La de la Gran negritud") o Daikokutennyo (大 黒 天 ) ("Ella de la Gran negritud de los cielos "). Como Daikoku es la forma nipponizada del Mahākāla masculino, Daikokutennyo es la forma nipponizada del femenino Mahākāli.
Cuando Daikoku es considerado como el femenino Daikokutennyo  y Kisshoutennyo se cuenta entre los siete Fukujin, las tres diosas hindúes Tridevi están representadas entre los Fukujin.